# Guerlédan-dæmningen
Guerlédan-dæmningen (Barrage de Guerlédan) er en fransk dæmning, beliggende ved Mûr-de-Bretagne, med tilløb fra floden Blavet.
Dæmningen blev bygget i årene 1923 – 1930, hvor den ved opdæmningen dannede den kunstige sø (vandreservoir), Guerlédan-søen.
Dæmningen er i drift anno 2011 under ejerskab af Électricité de France.

## Specifikation
- Type: Tyngdekraft
- Funktion: Hydroelektrisk anlæg, vandkraftværk
- Højde: 54,60 meter
- Længde (krone): 206,00 meter
- Tykkelse (krone): 1,60 meter
- Tykkelse (base): 33,50 meter
- Tilbageholdt vandmængde: 5.100.000.000 m3

## Ekstern henvisning og kilde
- Sruktur, dæmningen (engelsk)

48°11′41″N 3°1′5″V / 48.19472°N 3.01806°V